# عبدالحسین دشتی
عبدالحسین دشتی سیاست‌مدار ایرانی بود، که در  دوره بیست و سوم  به عنوان نماینده فیروزآباد در مجلس شورای ملی حضور داشت.